# Södra Lövsele
Södra Lövsele (eller Noret) är en by några kilometer söder om Lövsele i Skellefteå kommun. Den hette tidigare Kräkångersnoret men bytte namn på 1940-talet.